# قله قدمگاه
- قدمگاه خطیرکوه . [ ق َ دَ ] (اِخ ) (کوه ...) در دهکده ٔ چشمه از دهات سوادکوه نزدیک نهری است به نام کوریا که به عقیده ٔ رابینو همان کرود است .[۱]

قدمگاه، قله‌ای است در شمال غرب شهرستان مهدی‌شهر در استان سمنان که در محدوده روستای کمرود قرار دارد. این قله با ۳۶۵۱ متر دومین قله بلند شهرستان مهدیشهر محسوب می گردد ضلع شمالی این کوه مربوط به کمرود خطیرکوه که روستایی ست در دامنه شمالی این کوه و ضلع جنوبی و شرقی آن موسوم به برشک که کلاته های سرلش، علیم، شن دره و ... ضلع غربی آن حد فاصل استان تهران و مازندران می باشد 